# Josip
Josip ist eine kroatische und slowenische Form des männlichen Vornamens Joseph, die auch in weiteren Ländern des slawischen Sprachraums vorkommt. Eine kroatische Koseform des Namens ist Joško.

## Bekannte Namensträger
- Josip Barišić (Fußballspieler, 1983) (* 1983), bosnisch-herzegowinisch-kroatischer Fußballspieler
- Josip Bozanić (* 1949), Erzbischof von Zagreb
- Josip Čorak (1943–2023), kroatisch-jugoslawischer Ringer
- Josip Drmić (* 1992), schweizerisch-kroatischer Fußballspieler
- Josip Iličić (* 1988), slowenischer Fußballspieler
- Josip Juratović (* 1959), deutscher Politiker (SPD)
- Josip Jurčević (* 1951), kroatischer Historiker
- Josip Landeka (* 1987), kroatischer Fußballspieler
- Josip Kuže (1952–2013), kroatischer Fußballspieler und -trainer
- Josip Lang (1857–1924), kroatischer römisch-katholischer Bischof
- Josip Mandić (1883–1959), Komponist kroatischer Herkunft
- Josip Manolić (1920–2024), kroatischer Politiker
- Josip Mihalović (1814–1891), Kardinal-Erzbischof von Agram
- Josip Mrzljak (* 1944), kroatischer Bischof
- Josip Murn (1879–1901), slowenischer Lyriker
- Josip Plemelj (1873–1967), slowenisch-jugoslawischer Mathematiker
- Josip Šimunić (Fußballspieler) (* 1978), australisch-kroatischer Fußballspieler
- Josip Šimunić (Pokerspieler) (* 1983), österreichischer Handballspieler und Pokerspieler
- Josip Skoblar (* 1941), kroatisch-jugoslawischer Fußballspieler und -trainer
- Josip Skoko (* 1975), australischer Fußballspieler kroatischer Abstammung
- Josip Juraj Strossmayer (1815–1905), kroatischer Politiker, Bischof und katholischer Theologe
- Josip Šušnjara (* 1971), kroatischer Poolbillardspieler
- Josip Broz Tito (1892–1980), jugoslawischer Politiker, von 1953 bis 1980 Präsident
- Josip Uhač (1924–1998), kroatischer Erzbischof und Diplomat des Vatikans
- Josip Valčić (* 1984), kroatischer Handballspieler